# Mistrzostwa Europy w Judo 2012
61. Mistrzostwa Europy w Judo odbyły się w dniach 26–29 kwietnia 2012 w Czelabińsku (Rosja) w hali Traktor Arena. Kobiety rywalizowały w mistrzostwach po raz 38.

## Reprezentacja Polski

### kobiety
- Zuzanna Pawlikowska – odpadła w eliminacjach (52 kg)
- Katarzyna Kłys – srebrny medal (70 kg)
- Daria Pogorzelec – odpadła w eliminacjach (78 kg)
- Urszula Sadkowska – 7. (+78 kg)

### mężczyźni
- Tomasz Kowalski – srebrny medal (66 kg)
- Paweł Zagrodnik – odpadł w eliminacjach (66 kg)
- Krzysztof Wiłkomirski – odpadł w eliminacjach (73 kg)
- Tomasz Adamiec – 5. (73 kg)
- Łukasz Błach – odpadł w eliminacjach (81 kg)
- Krzysztof Węglarz – odpadł w eliminacjach (90 kg)
- Robert Krawczyk – odpadł w eliminacjach (90 kg)
- Rafał Filek – odpadł w eliminacjach (100 kg)
- Janusz Wojnarowicz – brązowy medal (+100 kg)
- Drużynowo − brązowy medal

## Klasyfikacja medalowa
| Poz. | Państwo         | Złoto | Srebro | Brąz | Razem |
| ---- | --------------- | ----- | ------ | ---- | ----- |
| 1    | Rosja           | 6     | 4      | 1    | 11    |
| 2    | Francja         | 2     | 2      | 3    | 7     |
| 3    | Gruzja          | 2     | 1      | 2    | 5     |
| 4    | Rumunia         | 2     | 0      | 0    | 2     |
| 5    | Izrael          | 1     | 1      | 2    | 4     |
| 6    | Węgry           | 1     | 1      | 1    | 3     |
| 7    | Holandia        | 1     | 0      | 2    | 3     |
| 8    | Portugalia      | 1     | 0      | 0    | 1     |
| 9    | Polska          | 0     | 2      | 2    | 4     |
| 10   | Słowenia        | 0     | 1      | 3    | 4     |
| 11   | Ukraina         | 0     | 1      | 2    | 3     |
| 12   | Belgia          | 0     | 1      | 1    | 2     |
| 13   | Armenia         | 0     | 1      | 0    | 1     |
| 13   | Grecja          | 0     | 1      | 0    | 1     |
| 13   | Białoruś        | 0     | 1      | 0    | 1     |
| 16   | Niemcy          | 0     | 0      | 5    | 5     |
| 17   | Turcja          | 0     | 0      | 2    | 2     |
| 18   | Łotwa           | 0     | 0      | 1    | 1     |
| 18   | Litwa           | 0     | 0      | 1    | 1     |
| 18   | Szwajcaria      | 0     | 0      | 1    | 1     |
| 18   | Azerbejdżan     | 0     | 0      | 1    | 1     |
| 18   | Wielka Brytania | 0     | 0      | 1    | 1     |
|      | Total           | 16    | 16     | 32   | 64    |

## Medaliści

### Mężczyźni
| Konkurencja: | Data:            | Złoto: | Srebro: | Brąz: |
| −60 kg       | 26 kwietnia 2012 | Biesłan Mudranow | Howhannes Dawtian | Jeroen Mooren Amiran Papinaszwili |
| −66 kg       | 26 kwietnia 2012 | Alim Gadanow | Tomasz Kowalski | Rok Drakšič Lasza Szawdatuaszwili |
| −73 kg       | 27 kwietnia 2012 | Ugo Legrand | Wołodymyr Soroka | Dex Elmont Iosef Palelaszwili |
| −81 kg       | 27 kwietnia 2012 | Sirażudin Magomiedow | Murat Chabaczirow | Joachim Bottieau Konstantīns Ovčiņņikovs |
| −90 kg       | 28 kwietnia 2012 | Warlam Liparteliani | Grigorij Sulemin | Andrej Kazusionak Christophe Lambert |
| −100 kg      | 28 kwietnia 2012 | Ari’el Ze’ewi | Lewan Żorżoliani | Elmar Qasımov Zafar Machmadow |
| +100 kg      | 28 kwietnia 2012 | Aleksandr Michajlin | Barna Bor | Marius Paškevičius Janusz Wojnarowicz |
| drużynowo    | 29 kwietnia 2012 | Gruzja · Shalva Kardava · Nugzar Tatalaszwili · Awtandil Czrikiszwili · Warlam Liparteliani · Adam Okruaszwili · (Lasza Szawdatuaszwili · Zebeda Rekhviashvili · Zurab Zwiadauri, · Zviadi Khanjaliashvili) | Rosja · Musa Moguszkow · Batradz Kajtmazow · Arsen Pshmakhov · Kiriłł Woprosow · Aleksandr Michajlin · (Kamil Magomedov, Murat Kodzokow · Murat Chabaczirow, Kamil Magomedov) | Ukraina · Hevorh Hevorhyan · Wołodymyr Soroka · Artem Wasyłenko · Vadym Synyavsky · Stanisław Bondarenko · (Serhij Drebot, Dmytro Kanivets · Roman Hontiuk, Artem Błoszenko) · Polska · Paweł Zagrodnik · Krzysztof Wiłkomirski · Łukasz Błach · Robert Krawczyk · Janusz Wojnarowicz · (Krzysztof Węglarz) |

### Kobiety
| Konkurencja: | Data:            | Złoto: | Srebro: | Brąz: |
| −48 kg       | 26 kwietnia 2012 | Alina Dumitru | Charline Van Snick | Éva Csernoviczki Laëtitia Payet |
| −52 kg       | 26 kwietnia 2012 | Andreea Chițu | Natalja Kuziutina | Mareen Kräh Romy Tarangul |
| −57 kg       | 26 kwietnia 2012 | Telma Monteiro | Julieta Bukuwala | Automne Pavia Miryam Roper |
| −63 kg       | 27 kwietnia 2012 | Gévrise Émane | Jarden Dżerbi | Clarisse Agbegnenou Alice Schlesinger |
| −70 kg       | 27 kwietnia 2012 | Edith Bosch | Katarzyna Kłys | Raša Sraka Juliane Robra |
| −78 kg       | 28 kwietnia 2012 | Abigél Joó | Audrey Tcheuméo | Maryna Pryszczepa Anamari Velenšek |
| +78 kg       | 28 kwietnia 2012 | Jelena Iwaszczenko | Lucija Polavder | Karina Bryant Belkıs Zehra Kaya |
| drużynowo    | 29 kwietnia 2012 | Rosja · Natalja Kuziutina · Irina Zabłudina · Marta Łabazina · Darja Dawydowa · Jelena Iwaszczenko · (Tea Donguzaszwili) | Francja · Priscilla Gneto · Automne Pavia · Clarisse Agbegnenou · Marie Pasquet · Anne-Sophie Mondière · (Sarah Loko, Ketty Mathé) | Niemcy · Mareen Kräh · Miryam Roper · Claudia Malzahn · Kerstin Thiele · Luise Malzahn · (Romy Tarangul, Viola Waechter, · Franziska Konitz) · Turcja · Aynur Samat · Nazlican Ozerler · Büşra Katipoğlu · Selda Karadag · Belkıs Zehra Kaya · (Gülşah Kocatürk) |